# Rafael Cuéllar (gobernador)
El general Rafael Cuéllar (Chiautempan, 1831-1887) fue un militar y político mexicano. Combatió en el bando republicano en la Guerra de Reforma y en la segunda intervención francesa en México. Fue gobernador del estado de Guerrero de 1877 a 1881.

## Trayectoria militar
Rafael Cuéllar nació en Chiautempan, Tlaxcala en 1831. Ingresó al ejército el 30 de junio de 1853 como soldado de caballería. Participó en la Guerra de Reforma y en la segunda intervención francesa en México, en ambas guerras en favor del bando republicano. En 1862 fue parte de la brigada de Guanajuato, comandada por el general Tomás O'Horán y Escudero. Ese año combatió en Tlalpujahua, Michoacán contra el ejército imperial y el 19 de enero de 1863 fue nombrado general de brigada. En 1866 derrotó en Xaltocan, Tlaxcala, a un grupo de 600 soldados austriacos leales al segundo imperio mexicano.
De 1869 a 1872 fue diputado del Congreso del Estado de Tlaxcala en la IV Legislatura. El 9 de mayo de 1877 fue nombrado comandante militar del Estado de Guerrero por el presidente Porfirio Díaz.

## Trayectoria política
Ejerció como gobernador provisional del estado desde el 25 de mayo de 1877 y a partir del 3 de octubre de ese año hasta el 31 de marzo de 1881 ejerció como gobernador constitucional. Como vicegobernador tuvo al general Canuto A. Neri. Durante su mandato pidió licencia en diversas ocasiones para atender sus propiedades en el estado de Tlaxcala y el Distrito Federal. Sus responsabilidades como gobernador fueron cubiertas por su vicegobernador, por el diputado José Soto y por el secretario de gobierno Agustín Díez de Bonilla.
Durante su mandato estableció un impuesto anual de cuatro mil pesos para obtener más recursos para el erario estatal. Ordenó la remodelación de la plaza central de Chilpancingo y sus jardines, así como la construcción de un quiosco en su interior. La plaza posteriormente fue nombrada «Jardín Cuéllar»  en su honor. En 1880 promulgó el reglamento del registro público de la propiedad y otorgó una concesión para la construcción del ferrocarril de Acapulco, la cual nunca fue concluida.
Luego de su mandato como gobernador, fue diputado federal en representación del distrito 9 del estado de Puebla, posteriormente fue inspector de la policía rural y jefe de la tercera sección de la secretaría de gobernación. Falleció en 1887. El 28 de septiembre de 1887 el estado de Guerrero decretó nueve días de luto en su honor.